# Fundación Albacete Femenino
Fundación Albacete Femenino ist der Name der Frauenfußballabteilung des spanischen Klubs Albacete Balompié. Die Sektion wurde im Jahr 2000 gegründet.

## Geschichte
Die Frauenfußballabteilung von Albacete Balompié wurde im Jahr 2000 im Schoß der vereinseigenen Stiftung Fundación Albacete Balompié gegründet und gelangte 2002/03 in die zweite Spielklasse. Hier sollte die erste Mannschaft zwölf Saisons verbringen, ehe 2013/14 erstmals der Aufstieg in die Primera División gelang. Fundación Albacete setzte sich im Aufstiegs-Playoff jeweils gegen Oiartzun KE und UD Granadilla Tenerife durch um als erste Mannschaft aus Kastilien-La Mancha die höchste Spielklasse zu erreichen. Das entscheidende Rückspiel gegen Granadilla fand im Estadio Carlos Belmonte statt. In der Primera División konnte sich Fundación Albacete fünf Saisons lang halten, kam jedoch über einen zwölften Platz 2014/15 nicht hinaus und kämpfte zumeist gegen den Abstieg. Dieser konnte 2018/19 schließlich nicht verhindert werden, als die Mannschaft nach nur sechs Siegen und ebenso vielen Unentschieden in 30 Spielen den 16. und letzten Platz belegte. Die erste Teilnahme an der Copa de la Reina erfolgte ebenfalls 2018/19, Fundación Albacete scheiterte im Achtelfinale mit 0:1 an Madrid CFF.

## Bekannte Spielerinnen
- Claudia Florentino
- Gabrielle Ngaska
- Alba Redondo